# High Society (composition)
Pour les articles homonymes, voir High Society.
High Society est une marche polyphonique, à l'origine déposée en avril 1901 par Porter Steele, qui est devenue un standard de jazz traditionnel.
Le piccolo obligato n'est pas présent dans la première version de la chanson de Steele ; il semble avoir été créé dans une orchestration de Robert Recker plus tard en 1901. À La Nouvelle-Orléans, en Louisiane, Alphonse Picou a adapté pour la clarinette la partie de piccolo. Cet emprunt est parfois considéré comme l'un des premiers solos de jazz documentés. Les variations de Picou sont devenues courantes dans le jazz de La Nouvelle-Orléans ; de nombreux clarinettistes de jazz traditionnel de la génération suivante jusqu'à aujourd'hui ont copié ou paraphrasé de près le solo de Picou, parfois suivi de leurs propres improvisations sur un deuxième chorus. Picou lui-même l'a enregistré à plusieurs reprises plus tard dans sa vie. On retrouve cette phrase dans les enregistrements de Kid Rena et Papa Celestin et ainsi que dans la bande originale de certains films. Les deux premières mesures ont souvent été citées par Charlie Parker dans ses improvisations.
La mélodie a été enregistrée par le groupe de Charles A. Prince en 1911. Le King Oliver's Creole Jazz Band et son clarinettiste Johnny Dodds est le premier groupe de jazz à enregistré la phrase de Picou. Apparemment ne sachant pas que la mélodie était déjà protégée par copyright, Gennett Records a déposé des droits d'auteurs sur la mélodie en tant qu'original de King Oliver.
Dans les années 1920, Walter Melrose y a ajouté des paroles et l'a republié, comme il l'a fait pour plusieurs compositions de jazz afin de réclamer une plus grande part des redevances.